# نوپسرها آسامانا
نوپسرها آسّامانا یک گونه سوسک از خانواده سوسک‌های شاخک‌دراز است. استفان فون برونینگ در سال ۱۹۶۰ آن را بررسی و توصیف کرد.